# پتانسیل اقتصادی
پتانسیل اقتصادی اشاره به پتانسیل یک منطقه، کشور یا شرکت برای توسعه اقتصادی و رشد اقتصادی و ایجاد مازاد ارزش دارد. این عبارت معمولاً بدان معنی است که بخش زیادی از منابع ارزشمند منطقه هنوز استفاده نشده یا به طور کامل توسعه نیافه است که این معمولاً به دلیل نبودن زیرساختهاست.
این دیکشنری نظامی و واژگان مرتبط (۲۰۰۵) تعریف پتانسیل‌های اقتصادی به این صورت است:
"ظرفیت کامل یک ملت برای تولید کالا و خدمات ."